# 洛斯瓜哈雷斯
洛斯瓜哈雷斯，是西班牙安达卢西亚自治区格拉纳达省的一个市镇。总面积89平方公里,
2001年普查人口總數為1270人，人口密度為每平方公里14人。